# دنی تایلر
دنی تایلر (انگلیسی: Dani Tyler؛ زادهٔ ۲۳ اکتبر ۱۹۷۴) بازیکن سافتبال اهل ایالات متحده آمریکا بود.
وی در مسابقات کشوری و بین‌المللی در مجموع برندهٔ ۱ مدال طلا شده‌است.